# Oral Fixation, Vol. 2
Oral Fixation, Vol. 2 é o sétimo álbum de estúdio da artista musical colombiana Shakira, sendo também o seu segundo álbum, majoritariamente, em língua inglesa. O lançamento ocorreu em 27 de novembro de 2005, sob o selo Epic Records. Após alcançar sucesso internacional com seu primeiro álbum de estúdio gravado em inglês, Laundry Service (2001), Shakira decidiu que seu disco seguinte seria dividido em duas partes. Oral Fixation, Vol. 2 é a segunda edição deste projeto, depois de Fijación Oral, Vol. 1, com o qual ela alcançou sucesso internacional cinco meses antes. Como co-produtora, a colombiana escolheu os produtores, incluindo seus colaboradores anteriores Gustavo Cerati, Lester Mendez, Luis Fernando Ochoa e Rick Rubin, para trabalhar junto com os novos parceiros Jerry Duplessis, Wyclef Jean, Tim Mitchell e The Matrix.
Musicalmente, o álbum segue o estilo de suas obras anteriores, sendo fortemente influenciado pelo rock, além de incorporar elementos de pop, pop latino, reggaeton, world music e trip hop. Oral Fixation, Vol. 2 recebeu avaliações, em sua maioria, favoráveis dos críticos de música especializada, que o elogiaram como seu projeto mais forte até então. O álbum estreou na quinta posição da Billboard 200 nos Estados Unidos, com vendas de 128 mil cópias na primeira semana, sendo posteriormente certificado de platina pela Recording Industry Association of America (RIAA) e vendendo mais de 1 milhão e 700 mil unidades no país. Além disso, liderou as paradas da Dinamarca e do México.
Três singles foram extraídos do álbum. O primeiro "Don't Bother", alcançou o número quarenta e dois na parada musical estadunidense Billboard Hot 100. O segundo, "Hips Don't Lie", foi incluído na reedição do álbum depois de atingir o topo da Billboard Hot 100, tornando-se o primeiro single da colombiana a conseguir esse feito. O terceiro e último, "Illegal", alcançou o número um no gráfico genérico da Billboard, Hot Dance Club Songs. Em dezembro de 2006, o álbum foi reeditado em uma versão expandida, intitulada Oral Fixation Volumes 1&2, incluindo também o seu predecessor. Os projetos foram adicionalmente promovidos através da Oral Fixation Tour, que percorreu vários países entre os anos de 2006 e 2007.

## Antecedentes
"A ideia de fazer um projeto duplo, nunca foi planejada ou premeditada, simplesmente aconteceu. Encontrei-me escrevendo 60 músicas e me colocando na missão de selecionar minhas favoritas, que passou a ser 20. E essas 20 músicas formaram esse projeto, Fixação Oral Vol. 1 e 2."

—Shakira falando sobre ambos os álbuns.
Após alcançar sucesso internacional com seu primeiro álbum gravado majoritariamente em inglês, Laundry Service (2001), Shakira decidiu lançar um material em língua espanhola como seu disco seguinte. Disso resultou Fijación Oral, Vol. 1, seu primeiro álbum totalmente em espanhol desde Dónde Están los Ladrones? (1998). Tendo co-composto quase sessenta canções para o projeto, ela decidiu dividir o lançamento em dois volumes, colocando-se "na missão de selecionar as [suas] canções favoritas". Todas as faixas em Fijación Oral, Vol. 1 são cantadas em espanhol, enquanto Oral Fixation, Vol. 2 é cantado, majoritariamente, em inglês. Inicialmente, a cantora disse que o segundo volume teria um "repertório de canções completamente inédito", mas o alinhamento final incluiu duas versões em inglês de canções do disco anterior. Oral Fixation, Vol. 2 foi relançado em 2006 com uma nova ordem de faixas e a adição de "Hips Don't Lie", com a participação de Wyclef Jean, que se tornou um sucesso mundial. Durante a gravação de ambos os álbuns, Shakira trabalhou com Lester Mendez e Luis Fernando Ochoa, colaboradores de longa data, e novos parceiros, incluindo Gustavo Cerati e Jose "Gocho" Torres.
Shakira escreveu todas as letras e a maioria das músicas: "Estou ansiosa para começar a ver as primeiras reações das pessoas e como elas começam a se relacionar com essas músicas e apreciando todo o trabalho que fiz nos últimos dois anos, é a melhor recompensa que um artista pode ter depois de tanto trabalho duro", disse a cantora. Ela confessou: "Eu não vou mentir para você, não foi um mar de rosas. Às vezes, era doloroso criar dois álbuns, escrever mais de 60 músicas e lutar contra minhas próprias inseguranças e dúvidas". Ao falar sobre a diferença em cantar em espanhol e inglês, a colombiana disse: "Quando me expresso em espanhol, encontro elementos que me ajudam a expressar uma ideia de uma maneira talvez diferente do que quando o faço em inglês. Existem estéticas diferentes, mas há um certo estilo na maneira como escrevo minhas próprias músicas, uma maneira particular de descrever sentimentos e emoções que desenvolvi ao longo de todos esses anos fazendo músicas. Entrei em contato com meu próprio dom – tenho certeza de que, há 10 anos, eu não era tão boa quanto posso dizer que sou hoje –, e ainda não sou boa o suficiente. Há um longo caminho a percorrer".

## Arte da capa

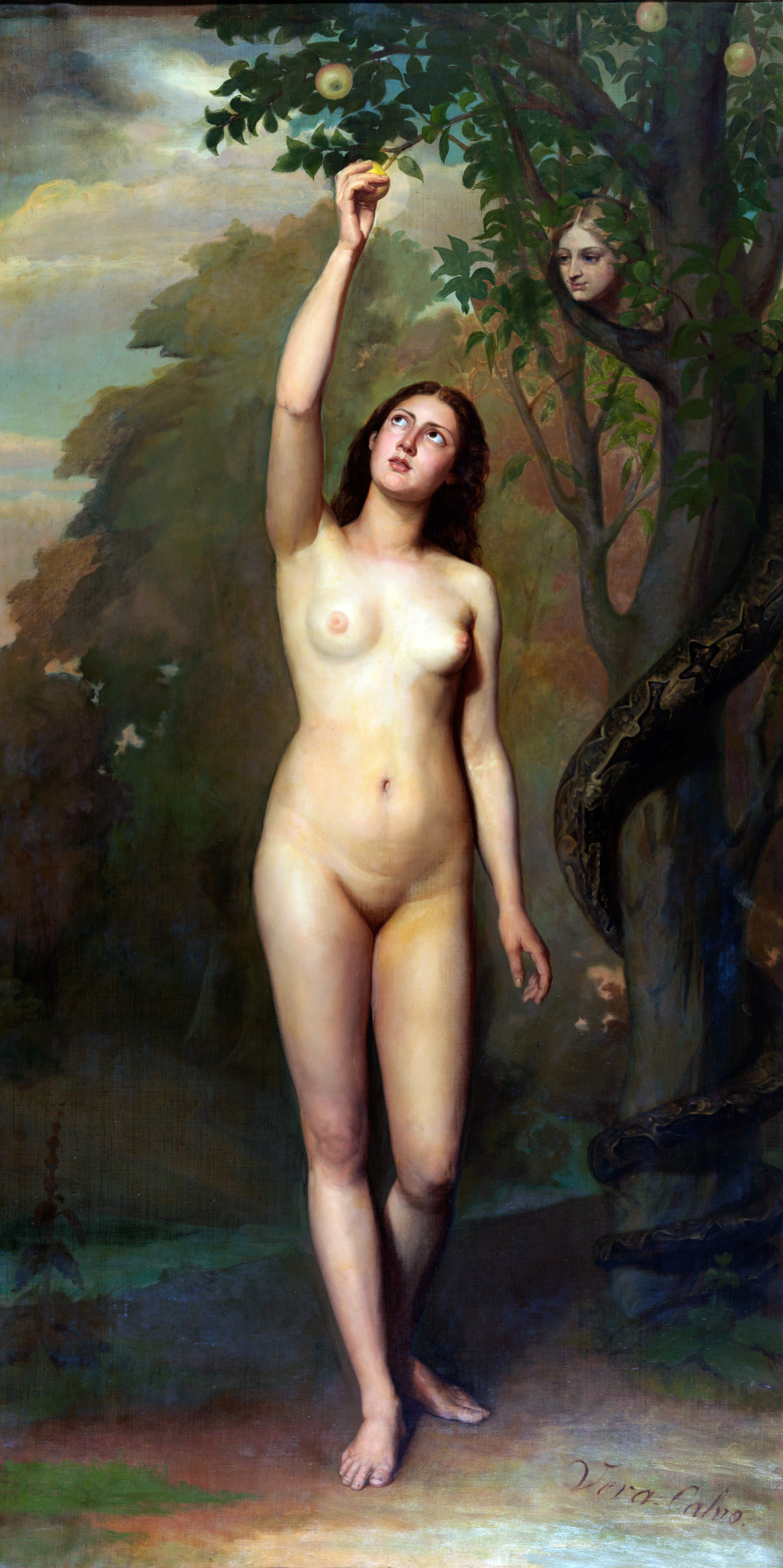
A capa do álbum foi influenciada pela figura bíblica de Eva (imagem).

Shakira desenhou a arte de capa para ambos os discos Oral Fixation, e comentou que eles foram inspirados pela figura bíblica de Eva, elaborando que ela queria "atribuir a Eva mais uma razão para morder o fruto proibido, e essa seria sua fixação oral" e que "[ela sempre sentiu] que [ela tem] sido uma pessoa muito oral. [É sua] maior fonte de prazer". A capa do segundo volume mostra a cantora despida, coberta pelos galhos e folhas de uma árvore enquanto segura uma maçã na mão. A menina que ela segurava nos braços na capa do primeiro volume está sentada na árvore, aludindo à teoria do psicanalista Sigmund Freud de que os bebês começam a descobrir o mundo pela boca durante o estágio oral do desenvolvimento psicossexual. Para Jon Pareles, periodista do The New York Times, "por razões óbvias, a capa do álbum Fijación Oral, Vol. 1 é mais atraente". Na versão do álbum comercializada no Oriente Médio, Shakira foi coberta por folhas.
A revista Complex elegeu a capa de Oral Fixation, Vol. 2 como a décima mais sensual de todos os tempos, escrevendo que é "o retrato mais quente de Eva no Jardim do Éden que podemos imaginar". A publicação Maxin também listou a capa do álbum como uma das mais sensuais de todos os tempos, escrevendo que "a menina nua segurando uma maçã em um jardim é interpretada, mas não quando a menina tem o rebolado nos quadris como Shakira. Puxa, isso poderia acontecer novamente, não poderia?".

## Composição
Para Stephen Thomas Erlewine do AllMusic, o álbum incluía um pouco de tudo, desde os esperados ritmos latinos, até a eurodisco, rock & roll e o britpop. "How Do You Do" é uma faixa de abertura ousada que apresenta cantos gregorianos e uma recitação misteriosa de "The Lord's Prayer", antes de empurrar o ouvinte para uma música semelhante a "Dear God", de Sarah McLachlan, de acordo com Kristina Weise do Songwriting Universe. Ele apresenta perguntas amargas em relação à fé e religião. As letras dizem: "Quantas pessoas morrem e machucam em seu nome? / Ei, isso faz você se orgulhar, ou isso te causa vergonha?". A cantora afirma: "Eu decidi na ponte da canção incluir cantos de diferentes religiões como o Islã, Judaísmo e cristianismo. E os três cantos dizem basicamente o mesmo: estão pedindo perdão", afirmou. O primeiro single, "Don't Bother", apresenta o capítulo final de um relacionamento e a confusão que enfrenta qualquer pessoa durante o término. Inclui as linhas: "Por você, eu desistiria de tudo o que tenho e me mudaria para um país comunista. Se você viesse comigo, é claro / E cortaria minhas unhas para não te machucar". Ela segue dizendo: "E afinal de contas fico feliz por não ser seu tipo / Eu prometo que você não vai me ver chorar / Então não se preocupe / eu vou ficar bem, eu vou ficar bem". Para Shakira, "acho que "Don't Bother", tem muita dor nela como uma música, mas também muito humor e sarcasmo. Sim, é uma maneira de exorcizar todos esses sentimentos, uma forma de catarse, eliminando todas essas emoções que torturam nós mulheres em algum momento de nossas vidas".
"Illegal" apresenta um solo de guitarra executado pelo mexicano-americano Carlos Santana e letras como: "Você disse que me amaria até a morte / E, até onde eu sei, você ainda está vivo", que foi comparado por Erlewine a canção "You Oughta Know" (1995), de Alanis Morissette. "Eu gostaria de ser a proprietária do zíper da sua calça jeans", ela canta com raiva "Hey You", que foi comparada às obras da banda de americana No Doubt, pela revista Slant. O som de mariachi se entrelaçam as guitarras de surf music em "Animal City", uma advertência contra a fama e amigos falsos; enquanto os acentos da bossa nova atravessam "Something", uma das únicas duas faixas traduzidas de Fijación Oral, Vol. 1, no qual foi intitulade de "En Tus Pupilas". Enquanto "The Day and the Time" está na primeira edição, com o título "Dia Especial". Enquanto isso, o violão e a guitarra completam "Your Embrace", uma balada, adult contemporary, enquanto "Costume Does the Clown", fala sobre promessas sentimentais não cumpridas. Shakira também mergulha em um neo-disco pulsante na faixa de encerramento, "Timor", mas em forma de protesto.

## Recepção da critica
| Críticas profissionais | Críticas profissionais |
| Pontuações agregadas   | Pontuações agregadas   |
| Fonte                  | Avaliação              |
| ---------------------- | ---------------------- |
| Metacritic             | 74/100                 |
| Avaliações da crítica  |                        |
| Fonte                  | Avaliação              |
| AllMusic               | [ 11 ]                 |
| Blender                | [ 16 ]                 |
| Boston Herald          | [ 17 ]                 |
| Entertainment Weekly   | B−                     |
| The Guardian           | [ 18 ]                 |
| Los Angeles Times      | [ 19 ]                 |
| PopMatters             | 9/10                   |
| Rolling Stone          | [ 14 ]                 |
| Slant                  | [ 12 ]                 |
| Stylus                 | B−                     |

Oral Fixation, Vol. 2 recebeu avaliações, em sua maioria, favoráveis dos críticos de música especializada, que o elogiaram como o projeto mais forte de Shakira até então. O agregador de resenhas Metacritic, com base em 15 recolhidas, concedeu ao disco uma média de 75 pontos, em uma escala que vai até cem, indicando "análises geralmente positivas". Stephen Thomas Erlewine, do AllMusic, deu ao projeto uma classificação de 4 estrelas (dentro de 5), chamando-o de "um disco de pop/rock mortalmente sério e ambicioso, certamente não um dance-pop frívolo, [...] é pop, mas não é convencional". O autor também sentiu que "não é apenas um disco marcadamente diferente de Fijación Oral, Vol. 1, mas de todos os outros do seu catálogo — ou mais importante —, de que qualquer outro álbum pop de 2005". Matt Cibula, do portal PopMatters, concordou, elegendo Oral Fixation como "o melhor disco pop do ano". Alexis Petridis, escrevendo para o The Guardian, definiu a obra como "o som de uma voz totalmente única em um mundo uniforme". Agustin Gurza, do jornal Los Angeles Times, o considerou "um trabalho mais forte como um todo, com as partes mais nítidas e mais escuras se sobressaindo". Ao enaltecer sua música, ele alegou que isso o "destaca por si só, diretamente dentro do mainstream do pop e rock dos EUA, com muito menos toques latinos".
David Browne, da revista britânica Entertainment Weekly, deu ao projeto uma classificação B, escrevendo que: "Embora Oral Fixation não seja a primeira vez que um artista latino tenha apontado diretamente para o mercado norte-americano e quase tenha se perdido no meio do caminho, é um dos mais decepcionantes. Tendo todos os ingredientes musicais à sua disposição, Shakira termina com um prato relativamente suave". Sal Cinquemani, da Slant Magazine, escreveu que a parte mais fraca em algumas músicas do álbum são "principalmente os ganchos, uma tentativa de torná-lo acessível às rádios, que acaba apagando a personalidade que separa Shakira de suas concorrentes". Barry Walters, da Rolling Stone, reconheceu que o disco "ocasionalmente, é desajeitado, mas em sua maioria inteligente. As letras e performances em inglês de Shakira ainda carecem da confiança de suas faixas em espanhol, mas Oral Fixation consegue manter a credibilidade musical que o sucessor tinha conquistado". Edward Oculicz, da revista Stylus Magazine, concluiu que "Oral Fixation Volume 2 atinge um bom equilíbrio entre a audácia criativa de suas canções mais extremas, todas as quais funcionam como um bom pop, e o que está nele apenas para preencher, é bem trabalhado e cativante".

## Divulgação

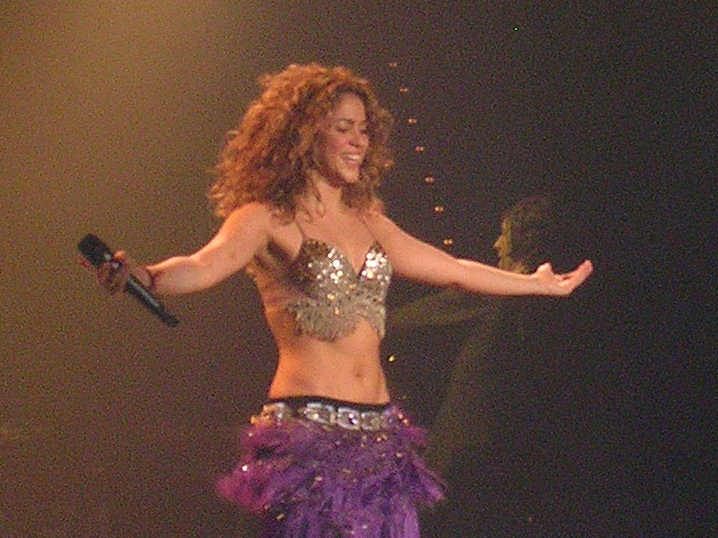
Shakira apresentando-se durante a turnê Oral Fixation (2006).

Para divulgar Fijación Oral, Vol. 1 e Oral Fixation, Vol. 2, Shakira iniciou a turnê Oral Fixation em 14 de junho de 2006, na Feria de Muestras, em Zaragoza, Espanha. Promovida pela Creative Artists Agency, a digressão visitou vinte e sete cidades durante quarente e um shows, com Shakira apresentando-se em todos os continentes. A turnê foi também patrocinada pela fabricante de automóveis espanhola Seat, cuja empresa Shakira havia colaborado anteriormente para sustentar a fundação Pies Descalzos. A turnê concluiu-se em 9 de julho de 2007 na Turkcell Kuruçeşme Arena, em Istambul, Turquia. Arrecadou mais de US$ 42.000.000 apenas na América do Norte e na América Latina, arrecadando mais de US$ 100.000.000 no mundo inteiro. O repertório da excursão consistia principalmente de canções em espanhol, e incluiu singles do início da carreira da cantora.

## Singles
O single principal, "Don't Bother", foi lançado em 4 de outubro de 2005. A música recebeu críticas mistas dos críticos de música, que eram ambivalentes em relação à sua produção e composição. Comercialmente, a música foi um sucesso moderado, atingindo os dez melhores na Áustria, Alemanha, Itália, Suíça e Reino Unido, enquanto ele atingiu o número 42 nos EUA, atingindo o pico mais baixo do que "La Tortura", o single de Fijación Oral, Vol. 1.
Após o sucesso moderado de "Don't Bother" e do álbum, sua gravadora Epic Records pediu a Wyclef Jean, no início de 2006, para refundir sua música "Dance Like This" com Shakira, tentando reerguer as vendas do álbum. Depois disso, "Hips Don't Lie" foi lançado como o segundo single do álbum (sendo o primeiro da reedição) em 28 de fevereiro de 2006. A música recebeu críticas positivas dos críticas, enquanto ganhou 6 prêmios. Comercialmente, o single provou ser mais bem sucedido do que "Don't Bother", atingindo o número um em mais de 13 países, incluindo Austrália, França, Irlanda, Reino Unido e principalmente os EUA, tornando-se o single mais bem-sucedido da cantora até hoje.
O terceiro e último single, "Illegal", foi lançado em 14 de novembro de 2006. A música recebeu críticas favoráveis dos críticos de música, devido à inclusão de Carlos Santana nele. No entanto, a música não funcionou bem nas paradas, após o enorme sucesso de "Hips Don't Lie", apenas conseguindo atingir o pico dentro dos dez melhores na Áustria, Itália e Países Baixos, enquanto em outros lugares alcançou o top quarenta, Incluindo o Reino Unido. Nos EUA, a música não entrou no Billboard Hot 100.

## Faixas
| Edição Original |                                                             |                     |                                           |                                                             |         |  |
| N.º             | Título                                                      | Letras              | Música                                    | Produtor(es)                                                | Duração |  |
| 1.              | "How Do You Do"                                             | Shakira             | Lauren Christy Scott Spock Graham Edwards | Shakira Lester Mendez [a] Gustavo Cerati [b] The Matrix [c] | 3:46    |  |
| 2.              | "Don't Bother"                                              | Shakira             | Christy Spock Edwards                     | Shakira Mendez [a] Cerati [b]                               | 4:18    |  |
| 3.              | "Illegal" (com participação de Carlos Santana)              | Shakira             | Shakira Mendez                            | Shakira Mendez [a]                                          | 3:54    |  |
| 4.              | "The Day and the Time" (com participação de Gustavo Cerati) | Shakira Pedro Aznar | Shakira Cerati Luis F. Ochoa              | Shakira Cerati [a]                                          | 4:23    |  |
| 5.              | "Animal City"                                               | Shakira             | Shakira Ochoa                             | Shakira Ochoa [a]                                           | 3:17    |  |
| 6.              | "Dreams for Plans"                                          | Shakira             | Shakira Brendan Buckley                   | Shakira Mendez [a]                                          | 4:04    |  |
| 7.              | "Hey You"                                                   | Shakira             | Shakira Tim Mitchell                      | Shakira Mitchell [a]                                        | 4:11    |  |
| 8.              | "Your Embrace"                                              | Shakira             | Shakira Mitchell                          | Shakira Mendez [a]                                          | 3:34    |  |
| 9.              | "Costume Makes the Clown"                                   | Shakira             | Shakira Buckley                           | Shakira Mendez [a]                                          | 3:13    |  |
| 10.             | "Something"                                                 | Shakira             | Shakira Ochoa                             | Shakira Ochoa [a]                                           | 4:24    |  |
| 11.             | "Timor"                                                     | Shakira             | Shakira                                   | Shakira Mendez [a]                                          | 3:32    |  |
| Duração total:  | Duração total:                                              | Duração total:      | Duração total:                            | Duração total:                                              | 42:36   |  |

| Relançamento   |                                                                        |                |                                                                  |                                              |         |  |
| N.º            | Título                                                                 | Letras         | Música                                                           | Produtor(es)                                 | Duração |  |
| 1.             | "How Do You Do"                                                        | Shakira        | Christy Spock Edwards                                            | Shakira Mendez [a] Cerati [b] The Matrix [c] | 3:47    |  |
| 2.             | "Illegal" (com participação de Carlos Santana)                         | Shakira        | Shakira Mendez                                                   | Shakira Mendez [a]                           | 3:56    |  |
| 3.             | "Hips Don't Lie" (com participação de Wyclef Jean)                     | Jean Shakira   | Jean Jerry "Wonda" Duplessis Shakira Omar Alfano LaTravia Parker | Jean Duplessis Shakira                       | 3:40    |  |
| 4.             | "Animal City"                                                          | Shakira        | Shakira Ochoa                                                    | Shakira Ochoa [a]                            | 3:18    |  |
| 5.             | "Don't Bother"                                                         | Shakira        | Christy Spock Edwards                                            | Shakira Mendez [a] Cerati [b]                | 4:19    |  |
| 6.             | "The Day and the Time" (com participação de Gustavo Cerati)            | Shakira Aznar  | Shakira Cerati Ochoa                                             | Shakira Cerati [a]                           | 4:25    |  |
| 7.             | "Dreams for Plans"                                                     | Shakira        | Shakira Buckley                                                  | Shakira Mendez [a]                           | 4:04    |  |
| 8.             | "Hey You"                                                              | Shakira        | Shakira Mitchell                                                 | Shakira Mitchell [a]                         | 4:11    |  |
| 9.             | "Your Embrace"                                                         | Shakira        | Shakira Mitchell                                                 | Shakira Mendez [a]                           | 3:34    |  |
| 10.            | "Costume Makes the Clown"                                              | Shakira        | Shakira Buckley                                                  | Shakira Mendez [a]                           | 3:13    |  |
| 11.            | "Something"                                                            | Shakira        | Shakira Ochoa                                                    | Shakira Ochoa [a]                            | 4:24    |  |
| 12.            | "Timor"                                                                | Shakira        | Shakira                                                          | Shakira Mendez [a]                           | 3:33    |  |
| 13.            | "La Tortura" (Versão Alternativa) (com participação de Alejandro Sanz) | Shakira        | Shakira Ochoa                                                    | Shakira Mendez [a] Jose "Gocho" Torres [b]   | 3:37    |  |
| Duração total: | Duração total:                                                         | Duração total: | Duração total:                                                   | Duração total:                               | 50:01   |  |

| Relançamento – Faixa bônus da edição limitada em japonês |                                    |                                                  |         |  |
| N.º                                                      | Título                             | Produtor(es)                                     | Duração |  |
| 14.                                                      | "Don't Bother" (Jrsnchz Radio Mix) | Shakira Mendez [a] Cerati [b] Junior Sanchez [b] | 4:24    |  |

| Reedição – Bônus de DVD de edição limitada em japonês |                                |         |  |
| N.º                                                   | Título                         | Duração |  |
| 1.                                                    | "Don't Bother" (Videoclipe)    |         |  |
| 2.                                                    | "Hips Don't Lie" (Music video) |         |  |

| Relançamento – Bônus da América Latina e da Espanha |                                                                 |                        |         |  |
| N.º                                                 | Título                                                          | Produtor(es)           | Duração |  |
| 13.                                                 | "Hips Don't Lie" (En Español) (com participação de Wyclef Jean) | Jean Duplessis Shakira | 3:40    |  |

| Reedição – Faixa bônus do Reino Unido |                                    |                                                  |         |  |
| N.º                                   | Título                             | Produtor(es)                                     | Duração |  |
| 13.                                   | "Don't Bother" (Jrsnchz Radio Mix) | Shakira Mendez [a] Cerati [b] Junior Sanchez [b] | 4:24    |  |

Notas
- ↑a  Significa um co-produtor
- ↑b  Significa um produtor adicional
- ↑c  Significa um pré-produtor

## Desempenho comercial
Nos Estados Unidos, Oral Fixation, Vol. 2, estreou no número cinco da Billboard 200, com vendas na primeira semana de 128 mil cópias. Depois de ser relançado em 2006 — com a adição de "Hips Don't Lie" e uma versão alternativa de "La Tortura" —, o disco passou do número 98 para o 6. Com vendas de 81 mil cópias naquela semana, experimentou um aumento de 643%. Até 2007, o álbum já havia vendido mais de 1 milhão e 700 mil unidades no país. Foi certificado de platina pela Recording Industry Association of America (RIAA). Shakira recebeu 18 certificações de platina pelas vendas da obra, nos seguintes países: Canadá, México, Áustria, Alemanha, Hungria, Itália, Noruega, Portugal, Espanha, Suíça, Argentina, Peru, Chile, Índia, Grécia, Estados Unidos, Reino Unido e no seu país de origem, Colômbia.
| Chart (2005–06)                                  | Maior posição |
| ------------------------------------------------ | ------------- |
| Argentina (Argentine Albums Chart)               | 4             |
| Alemanha (Australian Albums Chart)               | 9             |
| Áustria (Austrian Albums Chart)                  | 6             |
| Bélgica (Belgian Flanders Albums Chart)          | 8             |
| Bélgica (Belgian Wallonia Albums Chart)          | 12            |
| Canadá (Canadian Albums Chart                    | 3             |
| Dinamarca (Danish Albums Chart)                  | 1             |
| Espanha (Spanish Albums Chart)                   | 3             |
| EUA (Billboard 200)                              | 5             |
| Finlândia (Finnish Albums Chart)                 | 13            |
| França (French Albums Chart)                     | 8             |
| Hungria (Hungarian Albums Chart)                 | 5             |
| Itália (Italian Albums Chart)                    | 6             |
| México (Mexican Albums Chart)                    | 1             |
| Noruega (Norwegian Albums Chart)                 | 2             |
| Países Baixos (Dutch Albums Chart)               | 2             |
| Portugal (Portuguese Albums Chart)               | 2             |
| Reino Unido (UK Albums Chart)[carece de fontes?] | 12            |
| Suécia (Swedish Albums Chart)                    | 4             |
| Suíça (Swiss Albums Chart)                       | 3             |

| Chart (2006)        | Posição |
| ------------------- | ------- |
| EUA (Billboard 200) | 23      |

## Vendas e certificações
| Região                                                                                             | Certificação | Vendas     |
| -------------------------------------------------------------------------------------------------- | ------------ | ---------- |
| Alemanha (BVMI)                                                                                    | 3× Ouro      | 300,000^   |
| Argentina (CAPIF)                                                                                  | Platina      | 40,000^    |
| Austrália (ARIA)                                                                                   | Ouro         | 35,000^    |
| Áustria (IFPI Áustria)                                                                             | Platina      | 30,000*    |
| Bélgica (BEA)                                                                                      | Ouro         | 25,000*    |
| Canadá (Music Canada)                                                                              | 2× Platina   | 200,000^   |
| Dinamarca (IFPI Dinamarca)                                                                         | Ouro         | 20,000^    |
| Espanha (PROMUSICAE)                                                                               | Platina      | 100,000^   |
| Estados Unidos (RIAA)                                                                              | Platina      | 1,745,000  |
| Finlândia (IFPI Finlândia)                                                                         | Ouro         | 15,085     |
| França (SNEP)                                                                                      | Platina      | 200,000*   |
| Irlanda (IRMA)                                                                                     | 2× Platina   | 30,000^    |
| Itália (FIMI)                                                                                      | Ouro         | 40,000*    |
| México (AMPROFON)                                                                                  | Platina      | 150,000^   |
| Noruega (IFPI Noruega)                                                                             | Platina      | 40,000*    |
| Países Baixos (NVPI)                                                                               | Platina      | 80,000^    |
| Portugal (AFP)                                                                                     | Platina      | 20,000^    |
| Reino Unido (BPI)                                                                                  | Platina      | 300,000    |
| Rússia (NFPF)                                                                                      | 2× Platina   | 40,000*    |
| Suécia (GLF)                                                                                       | Ouro         | 30,000^    |
| Suíça (IFPI Suíça)                                                                                 | Platina      | 40,000^    |
| Resumo                                                                                             |              |            |
| Europa (IFPI)                                                                                      | Platina      | 1,000,000* |
| *números de vendas baseados somente na certificação ^distribuições baseadas apenas na certificação |              |            |